# Corynoptera praevia
Corynoptera praevia är en tvåvingeart som först beskrevs av Werner Mohrig och Menzel 1992.  Corynoptera praevia ingår i släktet Corynoptera och familjen sorgmyggor. Inga underarter finns listade i Catalogue of Life.